# Hosszú árnyak
A Hosszú árnyak (németül: Lange Schatten) Marie Luise Kaschnitz novellája. Azonos című gyűjteményes kötetében jelent meg 1960-ban. Magyarul a Huszadik századi német novellák című antológiában olvasható Győri Hanna fordításában.

## Történet
|  | Alább a cselekmény részletei következnek! |

A történet főszereplője egy Rosie nevű kamaszlány, aki egy olaszországi nyaralás során megtapasztalja, hogy jobb a szülők tanácsait követni, mint azoktól teljesen eltávolodni.
A családi nyaraláson unatkozó kamaszlány ugyanis elhatározza, hogy egyedül fog sétálni egyet, szüleinek pedig azt mondja, hogy képeslapot megy venni. Apja figyelmezteti, hogy senkivel se beszéljen és siessen vissza. A séta elején mindent nagyszerűnek és jelentőségteljesnek talál.
Az utcákon nincsenek emberek, csak egy kutyával találkozik és egy kamaszfiút lát az egyik ablak mögött. A kutya a nyomába szegődik, és egy idő után a helybéli fiú is megjelenik az utcán és mindenáron meg akarja neki mutatni a környéket és elkísérni őt.
Amit korábban olyan szépnek talált egyszerre csak elveszíti szépségét a szemében. Rosie már azt szeretné, ha a fiú hazamenne, azonban ő arra kéri, hogy ölelje át és csókolja meg. Ettől a lány megrémül és otthagyja a fiút.
Azonban a fiú egyszer csak újra megjelenik és látványosan meztelenre vetkőzik előtte. Amikor a meztelen fiú közeledik hozzá Rosienak apja tanácsa jut eszébe. Ezt követve mélyen és szigorúan a fiú szemébe néz, aki elszégyelli magát és elfut.
Rosie megkönnyebbülve indul vissza az úton, és ekkor veszi észre, hogy a nap már lemenőben van, és mindketten hosszú árnyékot vetnek.
A novellát a szerző a főszereplő kamaszlány szemszögéből meséli el. Központi témája a felnőtté válás konfliktushelyzete, illetve a szülő és gyermek viszonya.
|  | Itt a vége a cselekmény részletezésének! |

## Megjelenések

### német nyelven
1. Lange Schatten. In: Lange Schatten. Erzählungen. Claassen Verlag, 1960

### magyarul
1. Hosszú árnyak, Huszadik századi német novellák, Noran Könyvkiadó, 2006, ford.: Győri Hanna[1]

## Kiegészítő irodalom
- Verteidigung der Zukunft, Deutsche Geschichten, Marcel Reich-Ranicki, 1960-1980
- Die Sagen des Olymp, Alexandru Mitru, Erster Band, ION Creanga Verlag Bukarest

## Fordítás
- Ez a szócikk részben vagy egészben  a   Lange Schatten című német Wikipédia-szócikk fordításán alapul.  Az eredeti cikk szerkesztőit annak laptörténete sorolja fel. Ez a jelzés csupán a megfogalmazás eredetét és a szerzői jogokat jelzi, nem szolgál a cikkben szereplő információk forrásmegjelöléseként.